# Quốc Thái
Quốc Thái is een xã in het district An Phú, een van de districten in de Vietnamese provincie An Giang in de Mekong-delta. Quốc Thái ligt op de westelijke oever van de Hậu, even ten noorden van Phước Hưng.